# Domingo Bonfill
Domingo Bonfill (segle xv), fou un jurista i escriptor català en llengua llatina.

## Biografia
Es desconeix, pràcticament, la seva vida, tot i saber-se que va néixer en terres catalanes i que va escriure l'obra que indiquem a continuació, relativa a la qüestió de l'emfiteusi.

## Obres
- Consilia de emphiteusi ad Mercurianum Amalrici